# Toshio Hosokawa
Toshio Hosokawa (Hiroshima, 23 d'octubre del 1955) és un compositor japonès de música clàssica contemporània. El 1976 va anar a Alemanya, on va estudiar composició amb Isang Yun, Brian Ferneyhough i, més tard, amb Klaus Huber. L'any 1980 va participar per primera vegada a l'Internationale Ferienkurse für Neue Musik, a Darmstadt, on es va tocar la seva obra. Ha guanyat diversos premis, com el Suntory Music Award (2007). Ha compost òperes, música orquestral, música de cambra, etc.